# Popu Lady
Popu Ladyは、台湾の女性5人組アイドルグループ。S.H.E、飛輪海などと同じ華研国際音楽に所属。

## 来歴
庭萱を除く4人は、本グループの結成前に、それぞれ芸能活動を行っている。
約1年間の共同生活とトレーニングを経て、2012年12月14日に1枚目のミニ・アルバム『一直一直愛』でデビュー。台湾ではもちろん、中国・香港・シンガポール・マレーシアなど中華圏で広く人気を獲得している。
2014年8月15日から2015年7月17日まで、東方報業集團グループ内のインターネット番組局東網電視『東網Pop U秀』で初めて5人全員での司会を担当。
2015年11月20日に、4枚目のミニ・アルバム『Gossip Girls』を発売した。また、これに伴って行われたイベントで1位となった寶兒は今後、グループとしては初となる個人名義でのミニアルバムを発行する予定である。

## メンバー
- 洪詩
  - 本名：洪詩涵。1988年1月7日（37歳）。

- 大元
  - 本名：林盈臻。1989年11月14日（35歳）。

- 寶兒
  - 本名：吳昀廷。1990年1月7日（35歳）。

- 庭萱
  - 本名：陳庭萱。1990年3月19日（34歳）。

- 宇珊
  - 本名：劉宇珊。1991年6月8日（33歳）。

## グループ名
「Popu」は「流行」をあらわす「popular」からきている。また「Lady」は「girl」のかわいらしさと「woman」の女性らしさ・セクシーさの中間であるようにとつけられた。

## ディスコグラフィ

### アルバム
|     | タイトル     | リリース       | 曲目                                                                                                |
| --- | ------------ | -------------- | --------------------------------------------------------------------------------------------------- |
| 1st | 一直一直愛   | 2012年12月14日 | (ミニ・アルバム) 1. Lady First 2. Kiss Me 3. 好想變蘋果 4. 一直一直愛 5. 啦啦啦 6. 這樣的幸福剛剛好 |
| 2nd | 小未來       | 2013年9月13日  | (ミニ・アルバム) 1. 小未來 2. 媽媽送我一個吉他2013 3. 戀愛元氣彈 4. Rock Your Night 5. 融化了       |
| 3rd | More         | 2014年8月22日  | (ミニ・アルバム) 1. MORE 2. 越跳越愛 3. Just say it 4. 好好                                         |
| 4th | Gossip Girls | 2015年11月20日 | (ミニ・アルバム) - EXCUSE ME - 花邊女孩 - POPU OK繃 - 我不要 - 妳說他                               |

### フォトアルバム
|     | タイトル               | リリース      |
| --- | ---------------------- | ------------- |
| 1st | Thai Hot! タイ・ホット | 2016年9月予定 |

## メディア出演

### ドラマ
| 時期   | 番組名                       | 出演メンバー | 配役                   |
| ------ | ---------------------------- | ------------ | ---------------------- |
| 2007年 | 我要變成硬柿子               | 洪詩         | 李宜靜                 |
| 2012年 | 智勝鮮師                     | 寶兒         | 吳涵雅                 |
| 2013年 | 1/2の両想い〜spring love〜   | 大元         | 趙人美(ヒロイン)       |
| 2013年 | 1/2の両想い〜spring love〜   | 庭萱         | 龍天賀の学生時代の後輩 |
| 2014年 | 勇気を出してアイ・ラブ・ユー | 洪詩         | 王曉薇                 |
| 2015年 | 戀愛鄰距離                   | 大元         | 裴又婷                 |
| 2016年 | 浮士德的微笑                 | 洪詩         | 唐倩妮                 |
| 2016年 | 浮士德的微笑                 | 庭萱         | 潘育男                 |
| 2017年 | 這些年那些事                 | 宇珊         | 方晨曦                 |
| 2017年 | 我的未來男友                 | 庭萱         | 陸小涼                 |
| 2017年 | アテンションLOVE             | 寶兒         | 吳依琳                 |

### 映画
| 時期   | 作品名                         | 出演メンバー | 配役           |
| ------ | ------------------------------ | ------------ | -------------- |
| 2007年 | 奇妙的旅程                     | 洪詩         |                |
| 2007年 | 花癡男                         | 洪詩         |                |
| 2011年 | 拳舞                           | 洪詩         |                |
| 2012年 | 女孩壞壞                       | 大元         | 佩佩           |
| 2012年 | 結婚って、幸せですか THE MOVIE | 大元         | 胡柔依         |
| 2012年 | 命運狗不理                     | 大元         | 護士小喬       |
| 2013年 | 變身                           | 庭萱         | 靜芬(ヒロイン) |

### バラエティ番組
- 型男大主廚
- SS小燕之夜
- 萬秀豬王
- 康熙來了
- 大學生了沒
- 繽紛萬千在升菘
- 國光幫幫忙
- 娛樂百分百
- 校園super4
- 今晚80后脱口秀
- 挑戰女人幫
- 完全娛樂
- 綜藝大熱門
- 天才衝衝衝
- 超級接班人
- 一起音樂吧
- 愛玩客
- 33廚房

### インターネット番組
| 時期   | 番組名      | 出演メンバー |        |
| ------ | ----------- | ------------ | ------ |
| 2014年 | 東網Pop U秀 | 全員         | 司会   |
| 2014年 | 初戀誌      | 大元、宇珊   | 司会   |
| 2018年 | 創造101     | 宇珊、宝児   | 練習生 |